# Dary anioła: Miasto kości
Dary anioła: Miasto kości (ang. The Mortal Instruments: City of Bones) – film fantasy powstały w koprodukcji amerykańsko-niemiecko-brytyjsko-kanadyjskiej z 2013 roku w reżyserii Haralda Zwarta, powstały na podstawie książki autorstwa Cassandry Clare pt. Miasto kości z cyklu Dary anioła.
Premiera filmu odbyła się 21 sierpnia 2013 roku m.in. w Stanach Zjednoczonych, Kanadzie, Wielkiej Brytanii i w Polsce.

## Fabuła
Nowy Jork. Uczennica college’u i utalentowana malarka, Clarissa „Clary” Fray (Lily Collins), mieszka z matką Jocelyn (Lena Headey). Gdy pewnego wieczoru dziewczyna wybiera się ze swoim najlepszym przyjacielem, Simonem (Robert Sheehan), do modnego klubu Pandemonium jest świadkiem morderstwa. Troje nastolatków z podobnymi tatuażami i dziwną bronią zabijają na zapleczu niebieskowłosego chłopaka, a po chwili jego ciało rozpływa się w powietrzu. Zabójcy są zaskoczeni, że dziewczyna ich widzi. Przedstawiają się jej jako Nocni Łowcy – pół ludzie, pół anioły, których zadaniem jest chronić Ziemię przed demonami. Tak Clarissa poznaje rodzeństwo Isabelle (Jemima West) i Aleca (Kevin Zegers) Lightwoodów oraz ich adoptowanego brata, tajemniczego Jace’a Waylanda (Jamie Campbell Bower). Kiedy zaniepokojony Simon odnajduje Clary, okazuje się, że tylko ona widzi pogromców ciemności.
Niebawem dziewczyna znów spotyka Jace’a, który opowiada jej o magicznym podziemnym świecie pod Manhattanem i przekonuje ją, że wcale nie jest zwykłą nastolatką. Rozmowę przerywa im telefon od Jocelyn. Clarissa słyszy w tle hałasy, a kobieta krzyczy, by córka nie wracała do domu. Przerażona Clary biegnie jej na pomoc i zastaje splądrowane mieszkanie. Jej matka zniknęła, a w pobliżu domu czai się demon w ciele psa. Clary chroni się przed nim. A Jace zjawia się i ratuje ją zabijając demona. Jace zabiera Clary do Instytutu, czyli miejsca, gdzie mieszkają Nocni Łowcy, i wyjaśnia jej, kim są i jak powstali Nocni Łowcy – według legendy anioł Razjel dał ludziom kielich, miecz i lustro. W kielichu, znanym potem jako Kielich Anioła, anioł zmieszał swoją krew z krwią ludzi, a ci co się z niego napili, zostali Nocnymi Łowcami, tak jak potem ich potomkowie. Jace i Clary przeżywają razem wiele przygód, a wszystko po to, by uratować matkę Clary oraz odnaleźć cenny Kielich Anioła przed upadłym Nocnym Łowcą – tajemniczym Valentinem.

## Obsada
- Lily Collins jako Clary Fray
- Jamie Campbell Bower jako Jace Wayland
- Robert Sheehan jako Simon Lewis
- Kevin Zegers jako Alec Lightwood
- Lena Headey jako Jocelyn Fray
- Aidan Turner jako Luke Garroway
- Jemima West jako Isabelle Lightwood
- Godfrey Gao jako Magnus Bane
- CCH Pounder jako Madame Dorothea
- Jared Harris jako Hodge Starkweather
- Jonathan Rhys Meyers jako Valentine Morgenstern
- Robert Maillet jako Samuel Blackwell
- Kevin Durand jako Emil Pangborn
- Stephen R. Hart jako brat Jeremiah
- Chad Connell jako Lambert
- Elyas M’Barek jako Raphael (przywódca wampirów)
- Pedro Miguel Arce jako bramkarz
- Jonathan Seinen jako Razjel
- Hope Fleury jako młoda Clary Fray